# Hińczowy Potok
Hińczowy Potok (słow. Hincov potok, niem. Hinzenbach, węg. Hincó-patak) – potok płynący Doliną Hińczową (górne partie Doliny Mięguszowieckiej) w słowackich Tatrach Wysokich. Wypływa z południowego brzegu Wielkiego Hińczowego Stawu. Dalej przepływa przez małe stawki zwane Hińczowymi Okami, następnie na wysokości ok. 1545 m n.p.m. wpływa do niego Żabi Potok Mięguszowiecki i razem tworzą Mięguszowiecki Potok (zwany niekiedy ciągle Hińczowym Potokiem aż do połączenia z potokiem Krupa w rzekę Poprad).

## Szlaki turystyczne
Czasy przejścia podane na podstawie mapy.
  – niebieski szlak rozpoczynający się przy stacji kolei elektrycznej Popradské pleso i wiodący wzdłuż potoku Krupa nad Popradzki Staw, stąd dalej wzdłuż Hińczowego Potoku nad Wielki Hińczowy Staw i na Wyżnią Koprową Przełęcz.
- Czas przejścia od stacji do Popradzkiego Stawu: 1 h, ↓ 35 min
- Czas przejścia znad Popradzkiego Stawu do rozgałęzienia ze szlakiem czerwonym: 30 min w obie strony
- Czas przejścia od rozdroża na Koprową Przełęcz: 1:45 h, ↓ 1:15 h